# SMS G 10
G 10, później T 110 – niemiecki niszczyciel z okresu I wojny światowej. Czwarta jednostka typu G 7. Służył także w okresie międzywojennym i jako okręt pomocniczy podczas II wojny światowej.
Podczas I wojny światowej brał udział w bitwie koło Helgolandu.
W okresie międzywojennym pozostawał w składzie Reichsmarine, przechodząc kilka modernizacji, m.in. w latach 1920-21 w Wilhelmshaven, w trakcie której zmieniono uzbrojenie i zwiększono zapas paliwa, a następnie w latach 1928-31, kiedy zamieniono kotły na nowoczesne, przy tym zwiększając długość okrętu i zmieniając jego sylwetkę. Od 1936 wykorzystywany jako okręt szkolny. Po przeklasyfikowaniu na torpedowiec nazwę okrętu zmieniono 23 kwietnia 1939 z G 10 na T 110.  Służył także jako okręt pomocniczy w czasie II wojny światowej. Samozatopiony przez załogę 5 maja 1945 roku w Travemünde.

## Dane techniczne
- Początkowe:[1]
  - wyporność projektowa / pełna: 573/719 t
  - wymiary:
    - długość: 71,5 m
    - szerokość: 7,56 m
    - zanurzenie: 3,09 m

  - siłownia: 2 turbiny parowe Germania o mocy 16.406 KM, 3 kotły opalane węglem i 1 opalany ropą, 2 śruby
  - prędkość: 33 w
  - zasięg: 1150 mil morskich przy prędkości 17 w
  - zapas paliwa: 110 t węgla i 80 t ropy
  - załoga: 74 (3 oficerów)
  - uzbrojenie:
    - 2 działa 88 mm (2xI)
    - 4 wyrzutnie torped 500 mm (4xI)
    - 18 min morskich (możliwość)

- po modernizacji w latach 1920-21:[1]
  - wyporność projektowa / pełna: 660/775 t
  - wymiary:
    - długość: 71,5 m
    - szerokość: 7,56 m
    - zanurzenie: 3,21 m

  - prędkość 31,5 w,
  - siłownia: jak wyżej
  - zasięg: 1800 mil morskich przy prędkości 17 w
  - zapas paliwa: 156 t węgla i 80 t ropy
  - załoga: 91 (4 oficerów)
  - uzbrojenie:
    - 2 działa 105 mm
    - 2 wyrzutnie torped 500 mm (2xI)

- po modernizacji w latach 1928-31:[1]
  - wyporność projektowa / pełna: 772/884 t,
  - wymiary:
    - długość: 76,1 m
    - szerokość: 7,58 m
    - zanurzenie: 3,12 m

  - prędkość 30 w
  - siłownia: 2 turbiny parowe Germania, 3 kotły opalane ropą, 2 śruby
  - zasięg: 1900 mil morskich przy prędkości 17 w
  - zapas paliwa: 220 t ropy
  - załoga: 91 (4 oficerów)
  - uzbrojenie: (stan na 1944)
    - 1 działo 105 mm
    - 2 działka 20 mm plot
    - 3 wyrzutnie torped 500 mm (1xIII)